# Patrick Aeberhard
 (juin 2018).
Si vous disposez d'ouvrages ou d'articles de référence ou si vous connaissez des sites web de qualité traitant du thème abordé ici, merci de compléter l'article en donnant les références utiles à sa vérifiabilité et en les liant à la section « Notes et références ».
Patrick Aeberhard, né à Paris le 13 février 1945 est un cardiologue français.
Il a principalement contribué à la création de Médecins sans frontières (1971), puis de Médecins du monde (1980).

## Biographie
Né à Paris le 13 février 1945 d’une mère irlandaise et d’un père suisse, Patrick Aeberhard est le cousin du pasteur suisse-romand Rodolphe Aeberhard.
Il est cardiologue au centre cardiologique du Nord à Saint Denis, chef du service de réadaptation cardiaque depuis juin 2002.
Il est médecin du CICR au Biafra en 1968.

Il participe à la fondation de Médecins sans frontières puis de Médecins du monde.
Président de Médecins du monde (de 1987 à 1989) et membre de sa direction de 1981 à 1995, Patrick Aeberhard a mené de nombreuses missions humanitaires depuis 1968 au Biafra et en particulier au Liban, en Afghanistan, au Salvador, en Éthiopie, au Brésil, en Afrique du Sud, au Rwanda, en ex–Yougoslavie, en Irak, en Haïti.
Conseiller au cabinet de Bernard Kouchner, ministre de la Santé (1992-1993, 1997 -1999, 2001-2002), il est chargé de la toxicomanie, de l’exclusion puis de l’activité physique et sportive et de la prévention des conduites dopantes.
En 2005, il devient  professeur des universités associé Paris 8, département de droit UFR2 droit de la santé. Il développe la notion de santé et droit de la personne et crée le diplôme universitaire « Santé, Urgence, Développement ».
En 2014, il signe une lettre pour que l'« avortement soit libre » à l'appel de Médecins du monde dans le cadre de la campagne intitulée « Names-not-Numbers ».
Il est membre :
- de la commission nationale consultative des droits de l'homme de 1989 à 1996 ;
- de la commission consultative des politiques sur les toxicomanies au ministère de la Santé de 1994 à 1997 ;
- de la Société Française de cardiologie groupe de travail sur l’évaluation fonctionnelle et la réadaptation des cardiaques ;
- de plusieurs organisations humanitaires : Médecins du Monde, Children Action, Institut de l’humanitaire, Chaîne de l'espoir ;
- du Comité de soutien de l’Association Primo Levi (soins et soutien aux personnes victimes de la torture et de la violence politique) ;
- Vice Président de l'association FXB (François Xavier Bagnoux).

## Distinctions
- Chevalier de la Légion d'honneur (1993)[5].

## Publications

### Coauteur
- Le Devoir d'Ingérence, avec Bernard Kouchner et Mario Bettati, Denoël, 1987.
- Droits de l'homme, droits des peuples, 1989, Guide pour l'information et l'éducation, Médiathèque de la communauté française de Belgique.
- Faciliter l'accès aux soins, Collection documents techniques de mission France, ed MDM, 1989.
- Si tous les enfants du monde, Albin Michel, 1989
- Toxicomanie, Sida, Exclusion: New York, Londres, Paris, Les Temps Modernes no 567, octobre 1993.
- Intervenir? Droits de la personne et raisons d’État, Académie universelle des cultures, Grasset, 1994.
- Médecine humanitaire. Médecine-Sciences, La Médecine humanitaire des origines à nos jours, Flammarion, 1994.
- L'ONU et la drogue, sous la direction de Mario Bettati, Éditions A Pedone, 1995.
- Les métiers de la solidarité, CNRS, 1999.
- Les Mégapoles face au défi des nouvelles inégalités, Flammarion, 2002
- Rapport de la commission: Activités physiques et sportives, Santé publique et prévention des conduites dopantes, éditions ENSP, 2003.
- L’argent des ONG, aux éditions Les Études Hospitalières, 2008.
- Faire le droit en santé publique, In : D. Castiel, PH. Bréchat (dir), Solidarités, précarité et handicap social, Rennes, Presses de l’EHESP, 2010, p. 207-216.
- L'accès aux soins des migrants, des sans papiers et des personnes précaires: pour un droit universel aux soins, Editions LEH, 2011.
- Les Tsiganes là-bas, ici en Europe?, aux éditions LEH, 2016.
- De Vincennes à Saint-Denis. La faculté de droit de Paris 8, sous la direction de Pierre Olivier Chaumet, Jean Langui et Catherine Puigelier, Editions Mare & Martin, 2017.
- Toxics avec Bernard Kouchner, J.P.Daulouede, William Lowenstein, Bertrand Lebeau, Editions Odile Jacob, 2018.
- Droit et stratégies de l'action humanitaire avec Pierre-Olivier Chaumet, Editions Mare et Martin, 2018
- La réduction des risques chez les usagers de drogues : le rôle des ONG, avec Pierre-Olivier Chaumet et Bertrand Lebeau Lebovici, Editions LEH, 2019.
- Dans les fracas du monde, Calmann Levy, 2022

### Conseiller scientifique de documentaires
- Si tous les Enfants du Monde, CAPA, 28 minutes réalisé par Jérôme Caza, 1989.
- Armenia, Vipresse, 12 minutes, réalisé par Christoffe Barrèren, 1988.
- Homeless in New York, Sygma TC TV, 12 minutes, réalisé par Gilles de Mestre, 1988.
- La Santé de l'Apartheid, Sygma TV, 52 minutes en collaboration avec Gilles de Mestre et Philipp Brooks, 1987.
- Les Dieux sont tombés dans la boîte, Magazine plus Antenne 2, 52 minutes, en collaboration avec Hervé Chabalier, 1985.
- Conseiller scientifique de l’émission mensuelle Ruban Rouge de 1994-1995, France 3.